# Radostín (ort i Tjeckien, lat 49,66, long 15,54)
Radostín är en ort i Tjeckien.   Den ligger i regionen Vysočina, i den centrala delen av landet, 90 km sydost om huvudstaden Prag. Radostín ligger 551 meter över havet och antalet invånare är 143.
Terrängen runt Radostín är huvudsakligen platt. Radostín ligger uppe på en höjd. Runt Radostín är det ganska tätbefolkat, med 172 invånare per kvadratkilometer. Närmaste större samhälle är Havlíčkův Brod, 6,5 km söder om Radostín. Omgivningarna runt Radostín är en mosaik av jordbruksmark och naturlig växtlighet.